# Giai đoạn vòng loại và vòng play-off UEFA Europa Conference League 2023-24
Giai đoạn vòng loại và vòng play-off UEFA Europa Conference League 2023–24 bắt đầu vào ngày 12 tháng 7 và kết thúc vào ngày 31 tháng 8 năm 2023.
Có tổng cộng 160 đội thi đấu ở hệ thống vòng loại bao gồm giai đoạn vòng loại và vòng play-off, với 23 đội ở Nhóm các đội vô địch và 137 đội ở Nhóm chính. 22 đội thắng ở vòng play-off tiến vào vòng bảng, để cùng với 10 đội thua của vòng play-off Europa League.
Thời gian là CEST (UTC+2), như được liệt kê bởi UEFA (giờ địa phương, nếu khác nhau thì nằm trong ngoặc đơn).

## Vòng loại thứ nhất
Lễ bốc thăm cho vòng loại thứ nhất được tổ chức vào ngày 20 tháng 6 năm 2023.

### Tóm tắt
Các trận lượt đi được diễn ra vào ngày 12 và 13 tháng 7, các trận lượt về được diễn ra vào ngày 18 và 20 tháng 7 năm 2023.
Đội thắng của các cặp đấu đi tiếp vào vòng loại thứ hai Nhóm chính. Đội thua bị loại khỏi các giải đấu châu Âu đến hết mùa giải.
| Đội 1                 | TTS           | Đội 2                 | Lượt đi | Lượt về      |
| --------------------- | ------------- | --------------------- | ------- | ------------ |
| Sutjeska Nikšić       | 2–1           | Cosmos                | 1–0     | 1–1          |
| Domžale               | 4–5           | Balzan                | 1–4     | 3–1 (s.h.p.) |
| Vaduz                 | 2–3           | Neman Grodno          | 1–2     | 1–1          |
| Ararat-Armenia        | 5–5 (4–2 p)   | Egnatia               | 1–1     | 4–4 (s.h.p.) |
| Torpedo Kutaisi       | 3–3 (4–2 p)   | Sarajevo              | 2–2     | 1–1 (s.h.p.) |
| Alashkert             | 7–2           | Arsenal Tivat         | 1–1     | 6–1          |
| Željezničar           | 4–3           | Dinamo Minsk          | 2–2     | 2–1          |
| La Fiorita            | 1–2           | Zimbru Chișinău       | 1–1     | 0–1          |
| Maribor               | 3–2           | Birkirkara            | 1–1     | 2–1          |
| Tirana                | 3–2           | Dinamo Batumi         | 1–1     | 2–1          |
| Bruno's Magpies       | 1–3           | Dundalk               | 0–0     | 1–3          |
| Inter Club d'Escaldes | 3–2           | Víkingur              | 2–1     | 1–1          |
| Progrès Niederkorn    | 4–2           | Gjilani               | 2–2     | 2–0          |
| Linfield              | 3–2           | Vllaznia              | 3–1     | 0–1          |
| KA                    | 4–0           | Connah's Quay Nomads  | 2–0     | 2–0          |
| Shkëndija             | 1–1 (2–3 p)   | Haverfordwest County  | 1–0     | 0–1 (s.h.p.) |
| Haka                  | 2–3           | Crusaders             | 2–2     | 0–1          |
| HB Tórshavn           | 0–1           | Derry City            | 0–0     | 0–1          |
| Riga                  | 2–1           | Víkingur Reykjavík    | 2–0     | 0–1          |
| Žilina                | 4–2           | FCI Levadia           | 2–1     | 2–1          |
| Pyunik                | 5–0           | Narva Trans           | 2–0     | 3–0          |
| Panevėžys             | 3–2           | Milsami Orhei         | 2–2     | 1–0          |
| Tobol                 | 2–1           | Honka                 | 2–1     | 0–0          |
| DAC Dunajská Streda   | 2–3           | Dila Gori             | 2–1     | 0–2          |
| Makedonija GP         | 1–5           | RFS                   | 0–1     | 1–4          |
| Dukagjini             | 5–3           | Europa                | 2–1     | 3–2          |
| Penybont              | 1–3           | FC Santa Coloma       | 1–1     | 0–2 (s.h.p.) |
| Hegelmann             | 0–5           | Shkupi                | 0–5     | 0–0          |
| F91 Dudelange         | 5–3           | St Patrick's Athletic | 2–1     | 3–2          |
| B36 Tórshavn          | 2–0           | Paide Linnameeskond   | 0–0     | 2–0 (s.h.p.) |
| Gżira United          | 3–3 (14–13 p) | Glentoran             | 2–2     | 1–1 (s.h.p.) |

Ghi chú
1. 1 2 3  Thứ tự lượt đấu đảo ngược sau lần bốc thăm ban đầu.

## Vòng loại thứ hai
Lễ bốc thăm cho vòng loại thứ hai được tổ chức vào ngày 21 tháng 6 năm 2023.

### Tóm tắt
Các trận lượt đi được diễn ra vào ngày 25, 26 và 27 tháng 7, các trận lượt về được diễn ra vào ngày 1, 2 và 3 tháng 8 năm 2023.
Đội thắng của các cặp đấu đi tiếp vào vòng loại thứ ba thuộc nhóm tương ứng của họ. Đội thua bị loại khỏi các giải đấu châu Âu đến hết mùa giải.
| Đội 1                   | TTS  | Đội 2               | Lượt đi | Lượt về |
| ----------------------- | ---- | ------------------- | ------- | ------- |
| Lincoln Red Imps        | Miễn | N/A                 | —       | —       |
| Flora                   | Miễn | N/A                 | —       | —       |
| Tre Penne               | 0–10 | Valmiera            | 0–3     | 0–7     |
| Ferencváros             | 6–0  | Shamrock Rovers     | 4–0     | 2–0     |
| The New Saints          | 3–4  | Swift Hesperange    | 1–1     | 2–3     |
| Atlètic Club d'Escaldes | 1–5  | Partizani           | 0–1     | 1–4     |
| Ħamrun Spartans         | 3–1  | Dinamo Tbilisi      | 2–1     | 1–0     |
| Farul Constanța         | 6–4  | Urartu              | 3–2     | 3–2     |
| Struga                  | 5–3  | Budućnost Podgorica | 1–0     | 4–3     |
| Ballkani                | 7–1  | Larne               | 3–0     | 4–1     |

| Đội 1                 | TTS         | Đội 2                | Lượt đi | Lượt về      |
| --------------------- | ----------- | -------------------- | ------- | ------------ |
| Dukagjini             | 1–7         | Rijeka               | 0–1     | 1–6          |
| Gżira United          | 3–2         | F91 Dudelange        | 2–0     | 1–2          |
| Djurgårdens IF        | 2–3         | Luzern               | 1–2     | 1–1          |
| Celje                 | 4–4 (4–2 p) | Vitória de Guimarães | 3–4     | 1–0 (s.h.p.) |
| Sutjeska Nikšić       | 2–3         | FC Santa Coloma      | 2–0     | 0–3 (s.h.p.) |
| Hapoel Be'er Sheva    | 2–1         | Panevėžys            | 1–0     | 1–1          |
| Vorskla Poltava       | 3–4         | Dila Gori            | 2–1     | 1–3          |
| CFR Cluj              | 2–3         | Adana Demirspor      | 1–1     | 1–2          |
| Ordabasy              | 4–5         | Legia Warsaw         | 2–2     | 2–3          |
| RFS                   | 1–4         | Sabah                | 0–2     | 1–2          |
| Beşiktaş              | 5–1         | Tirana               | 3–1     | 2–0          |
| Željezničar           | 2–4         | Neftçi               | 2–2     | 0–2          |
| APOEL                 | 4–2         | Vojvodina            | 2–1     | 2–1          |
| CSKA 1948             | 2–4         | FCSB                 | 0–1     | 2–3          |
| Alashkert             | 2–2 (1–3 p) | Debrecen             | 0–1     | 2–1 (s.h.p.) |
| Lech Poznań           | 5–2         | Kauno Žalgiris       | 3–1     | 2–1          |
| Kalmar FF             | 2–4         | Pyunik               | 1–2     | 1–2          |
| Bodø/Glimt            | 7–2         | Bohemians 1905       | 3–0     | 4–2          |
| Auda                  | 2–5         | Spartak Trnava       | 1–1     | 1–4          |
| Osijek                | 3–1         | Zalaegerszeg         | 1–0     | 2–1          |
| Twente                | 2–1         | Hammarby IF          | 1–0     | 1–1 (s.h.p.) |
| KA                    | 5–3         | Dundalk              | 3–1     | 2–2          |
| Club Brugge           | 3–1         | AGF                  | 3–0     | 0–1          |
| Crusaders             | 4–5         | Rosenborg            | 2–2     | 2–3 (s.h.p.) |
| Inter Club d'Escaldes | 3–7         | Hibernian            | 2–1     | 1–6          |
| Viktoria Plzeň        | 2–1         | Drita                | 0–0     | 2–1          |
| B36 Tórshavn          | 3–2         | Haverfordwest County | 2–1     | 1–1 (s.h.p.) |
| Basel                 | 3–4         | Tobol                | 1–3     | 2–1          |
| Differdange           | 4–5         | Maribor              | 1–1     | 3–4 (s.h.p.) |
| Austria Wien          | 3–1         | Borac Banja Luka     | 1–0     | 2–1          |
| CSKA Sofia            | 0–6         | Sepsi OSK            | 0–2     | 0–4          |
| Ararat-Armenia        | 1–2         | Aris                 | 1–1     | 0–1          |
| Maccabi Tel Aviv      | 5–0         | Petrocub Hîncești    | 3–0     | 2–0          |
| Torpedo-BelAZ Zhodino | 3–4         | AEK Larnaca          | 2–3     | 1–1          |
| Torpedo Kutaisi       | 3–5         | Aktobe               | 1–4     | 2–1          |
| Midtjylland           | 3–2         | Progrès Niederkorn   | 2–0     | 1–2 (s.h.p.) |
| Derry City            | 5–4         | KuPS                 | 2–1     | 3–3          |
| Gent                  | 10–3        | Žilina               | 5–1     | 5–2          |
| Kecskemét             | 3–4         | Riga                 | 2–1     | 1–3 (s.h.p.) |
| Linfield              | 4–8         | Pogoń Szczecin       | 2–5     | 2–3          |
| PAOK                  | 4–1         | Beitar Jerusalem     | 0–0     | 4–1          |
| Neman Grodno          | 2–0         | Balzan               | 2–0     | 0–0          |
| Fenerbahçe            | 9–0         | Zimbru Chișinău      | 5–0     | 4–0          |
| Gabala                | 3–7         | Omonia               | 2–3     | 1–4          |
| Shkupi                | 0–3         | Levski Sofia         | 0–2     | 0–1          |

Ghi chú
1. 1 2 3  Thứ tự lượt đấu đảo ngược sau lần bốc thăm ban đầu.

## Vòng loại thứ ba
Lễ bốc thăm cho vòng loại thứ ba được tổ chức vào ngày 24 tháng 7 năm 2023.

### Tóm tắt
Các trận lượt đi được diễn ra vào ngày 9 và 10 tháng 8, các trận lượt về được diễn ra vào ngày 16 và 17 tháng 8 năm 2023.
Đội thắng của các cặp đấu đi tiếp vào vòng play-off thuộc nhóm tương ứng của họ. Đội thua bị loại khỏi các giải đấu châu Âu đến hết mùa giải.
| Đội 1           | TTS | Đội 2            | Lượt đi | Lượt về |
| --------------- | --- | ---------------- | ------- | ------- |
| Ħamrun Spartans | 2–8 | Ferencváros      | 1–6     | 1–2     |
| Farul Constanța | 5–0 | Flora            | 3–0     | 2–0     |
| Valmiera        | 1–3 | Partizani        | 1–2     | 0–1     |
| Ballkani        | 5–1 | Lincoln Red Imps | 2–0     | 3–1     |
| Struga          | 4–3 | Swift Hesperange | 3–1     | 1–2     |

| Đội 1              | TTS         | Đội 2               | Lượt đi | Lượt về      |
| ------------------ | ----------- | ------------------- | ------- | ------------ |
| AEK Larnaca        | 1–2         | Maccabi Tel Aviv    | 1–1     | 0–1          |
| Sabah              | 2–2 (4–5 p) | Partizan            | 2–0     | 0–2 (s.h.p.) |
| Sepsi OSK          | 2–1         | Aktobe              | 1–1     | 1–0          |
| Rapid Wien         | 5–0         | Debrecen            | 0–0     | 5–0          |
| Hajduk Split       | 0–3         | PAOK                | 0–0     | 0–3          |
| FC Santa Coloma    | 0–3         | AZ                  | 0–1     | 0–2          |
| Celje              | 5–1         | Neman Grodno        | 1–0     | 4–1          |
| Neftçi             | 2–5         | Beşiktaş            | 1–3     | 1–2          |
| Omonia             | 2–5         | Midtjylland         | 1–0     | 1–5          |
| Aris               | 2–2 (5–6 p) | Dynamo Kyiv         | 1–0     | 1–2 (s.h.p.) |
| Legia Warsaw       | 6–5         | Austria Wien        | 1–2     | 5–3          |
| Hapoel Be'er Sheva | 1–2         | Levski Sofia        | 0–0     | 1–2          |
| Hibernian          | 5–3         | Luzern              | 3–1     | 2–2          |
| Viktoria Plzeň     | 6–0         | Gżira United        | 4–0     | 2–0          |
| Arouca             | 3–4         | Brann               | 2–1     | 1–3          |
| Gent               | 6–2         | Pogoń Szczecin      | 5–0     | 1–2          |
| Adana Demirspor    | 7–4         | Osijek              | 5–1     | 2–3          |
| B36 Tórshavn       | 1–5         | Rijeka              | 1–3     | 0–2          |
| Twente             | 5–0         | Riga                | 2–0     | 3–0          |
| Rosenborg          | 3–4         | Heart of Midlothian | 2–1     | 1–3          |
| Fenerbahçe         | 6–1         | Maribor             | 3–1     | 3–0          |
| Club Brugge        | 10–2        | KA                  | 5–1     | 5–1          |
| Dila Gori          | 0–3         | APOEL               | 0–2     | 0–1          |
| Lech Poznań        | 3–4         | Spartak Trnava      | 2–1     | 1–3          |
| FCSB               | 0–2         | Nordsjælland        | 0–0     | 0–2          |
| Tobol              | 1–1 (6–5 p) | Derry City          | 1–0     | 0–1 (s.h.p.) |
| Bodø/Glimt         | 6–0         | Pyunik              | 3–0     | 3–0          |

Ghi chú
1. ↑  Thứ tự lượt đấu đảo ngược sau lần bốc thăm ban đầu.

## Vòng play-off
Lễ bốc thăm cho vòng play-off được tổ chức vào ngày 7 tháng 8 năm 2023.

### Tóm tắt
Các trận lượt đi được diễn ra vào ngày 23 và 24 tháng 8, các trận lượt về được diễn ra vào ngày 31 tháng 8 năm 2023.
Đội thắng của các cặp đấu đi tiếp vào vòng bảng. Đội thua bị loại khỏi các giải đấu châu Âu đến hết mùa giải.
Ở mùa giải này, VAR được sử dụng từ giai đoạn này.
| Đội 1           | TTS | Đội 2        | Lượt đi | Lượt về |
| --------------- | --- | ------------ | ------- | ------- |
| Ballkani        | 4–2 | BATE Borisov | 4–1     | 0–1     |
| Žalgiris        | 0–7 | Ferencváros  | 0–4     | 0–3     |
| Struga          | 0–2 | Breiðablik   | 0–1     | 0–1     |
| Farul Constanța | 2–3 | HJK          | 2–1     | 0–2     |
| Astana          | 2–1 | Partizani    | 1–0     | 1–1     |

| Đội 1               | TTS         | Đội 2               | Lượt đi | Lượt về      |
| ------------------- | ----------- | ------------------- | ------- | ------------ |
| Levski Sofia        | 1–3         | Eintracht Frankfurt | 1–1     | 0–2          |
| Gent                | 4–1         | APOEL               | 2–0     | 2–1          |
| Spartak Trnava      | 3–2         | Dnipro-1            | 1–1     | 2–1 (s.h.p.) |
| Sepsi OSK           | 4–5         | Bodø/Glimt          | 2–2     | 2–3 (s.h.p.) |
| Tobol               | 1–5         | Viktoria Plzeň      | 1–2     | 0–3          |
| Hibernian           | 0–8         | Aston Villa         | 0–5     | 0–3          |
| Midtjylland         | 4–4 (5–6 p) | Legia Warsaw        | 3–3     | 1–1 (s.h.p.) |
| Lille               | 3–2         | Rijeka              | 2–1     | 1–1 (s.h.p.) |
| Genk                | 2–2 (5–4 p) | Adana Demirspor     | 2–1     | 0–1 (s.h.p.) |
| Fenerbahçe          | 6–1         | Twente              | 5–1     | 1–0          |
| Dynamo Kyiv         | 2–4         | Beşiktaş            | 2–3     | 0–1          |
| AZ                  | 4–4 (6–5 p) | Brann               | 1–1     | 3–3 (s.h.p.) |
| Rapid Wien          | 1–2         | Fiorentina          | 1–0     | 0–2          |
| Heart of Midlothian | 1–6         | PAOK                | 1–2     | 0–4          |
| Nordsjælland        | 6–0         | Partizan            | 5–0     | 1–0          |
| Osasuna             | 3–4         | Club Brugge         | 1–2     | 2–2          |
| Maccabi Tel Aviv    | 5–2         | Celje               | 4–1     | 1–1          |

Ghi chú
1. ↑  Thứ tự lượt đấu đảo ngược sau lần bốc thăm ban đầu.